# Светлана Дрињаковић
Светлана Дрињаковић је српска продуценткиња и телевизијска и филмска редитељка.

## Биографија
Рођена је 1969. године. Завршила је Природно-математички факултет Универзитета у Београду, смер физика. Након тога је завршила Академију уметности у Београду, смер филмска и телевизијска режија.
Као продуцент и директор продукције потписује преко педесет телевизијских формата и играних програма, од којих су неки Вратиће се роде, Шесто чуло, Ја имам таленат!, Надреална телевизија, Породични обрачун, Ко је код Које, политички ток-шоу Пирамида, квизове Потера, Мултимилионер, 100 људи 100 ћуди итд. Једно време била је продуцент и директор продукцијске куће .
Власник је и директор продуцентске куће . У оквиру своје продукцијске куће, продуцирала је теленовеле Истине и лажи, Игра судбине, Тате, Коло среће и Од јутра до сутра.